# 630. pehotni polk (Wehrmacht)
Za druge 630. polke glejte 630. polk.
630. pehotni polk (izvirno nemško Infanterie-Regiment 630) je bil eden izmed pehotnih polkov v sestavi redne nemške kopenske vojske med drugo svetovno vojno.

## Zgodovina
Polk je bil ustanovljen 16. februarja 1940 za Oberrhein; polk je bil dodeljen 556. pehotni diviziji.
Štab je bil namenščen v Ulmu, I. bataljon v Rintelnu, II. in III. v Fuldi.
Zaradi hitrega zaključka francoske kampanje je bil polk 10. avgusta 1940 razpuščen; bataljoni so bili reorganizirani v samostojne Heimatwach bataljone.